# Chiesa di San Vincenzo de Flaturno
La chiesa di San Vincenzo de Flaturno è sita a poche decine di metri dal centro abitato di Anversa degli Abruzzi in provincia dell'Aquila.
Era in località Passano, vicino alla chiesa di Santa Maria di Flaturno, attuale ex chiesa di Santa Maria ad nives, proseguendo la strada provinciale di via Vittorio Emanuele, fuori dal centro abitato. La chiesetta di Santa Maria, di cui restano ampli ruderi, ha l'impianto rettangolare e conserva qualche altare a muro di epoca rinascimentale, descritti dallo studioso Ignazio Carlo Gavini nella sua opera sull'architettura abruzzese. 
Fu edificata dai monaci benedettini originari dell'Abbazia di San Vincenzo del Volturno, ed era utilizzata come grancia. Constava di un annesso cimitero.

Nel 1333 vi fu sepolto un frate locale, Pietro d'Anversa degli Abruzzi, vescovo di Carinola prima, e di Valva poi).
Il portale d'ingresso, rinascimentale, constava di un bassorilievo raffigurante l'Agnus Dei. Questo gruppo scultoreo, rimontato presso il portale della chiesa parrocchiale della Madonna delle Grazie di Anversa, fu studiato da Pietro Piccirilli e Ignazio Gavini, per la sua ricercatezza del particolare nella mostra d'insieme del XVI secolo. Alcune lapidi si trovano presso la parrocchia di Santa Maria delle Grazie. 